# 奧爾利夫卡 (別廖茲諾區)
51°3′48″N 26°43′24″E / 51.06333°N 26.72333°E
奧爾利夫卡（烏克蘭語：Орлівка），是烏克蘭西北部的村莊，隸屬里夫內州的里夫內區。該村始建於1800年，面積2.55平方公里，海拔高度162米，2001年人口1,426，人口密度每平方公里841.9人。